# Nasal labiodental sonora
La consonant nasal labiodental sonora es transcriu [ɱ] en l'alfabet fonètic internacional, és a dir, una ema minúscula llatina amb ganxo cap a l'esquerra situat a l'extrem dret inferior. És un so molt freqüent a les diferents llengües si bé té el caràcter de fonema en molt poques; en la majoria és només un al·lòfon o variant de [m].

## Característiques
- El seu punt d'articulació és labiodental perquè les dents incisives superiors toquen el llavi per interrompre el pas de l'aire.
- És un so oclusiu perquè la interrupció de l'aire és total per uns moments.
- És un fonema nasal perquè l'aire escapa alhora per la boca i el nas.

## En català
Es troba aquest so en català, però no com a fonema. És la variant de [m] o [n] davant [f] i [v], en un fenomen fonètic d'assimilació (per exemple, infermera [iɱfəɾˈmeɾə]). Si se separen artificialment les síl·labes en la parla, no es produeix el fenomen.